# Contagem
Contagem − miasto we wschodniej Brazylii, w stanie Minas Gerais, w regionie metropolitalnym Belo Horizonte.
Około 591,5 tys. mieszkańców.
W mieście rozwinął się przemysł spożywczy, materiałów budowlanych, szklarski, elektromaszynowy oraz hutniczy.
W mieście mają siedzibę kluby piłkarskie Coimbra Sports i Contagem EC.

## Przypisy

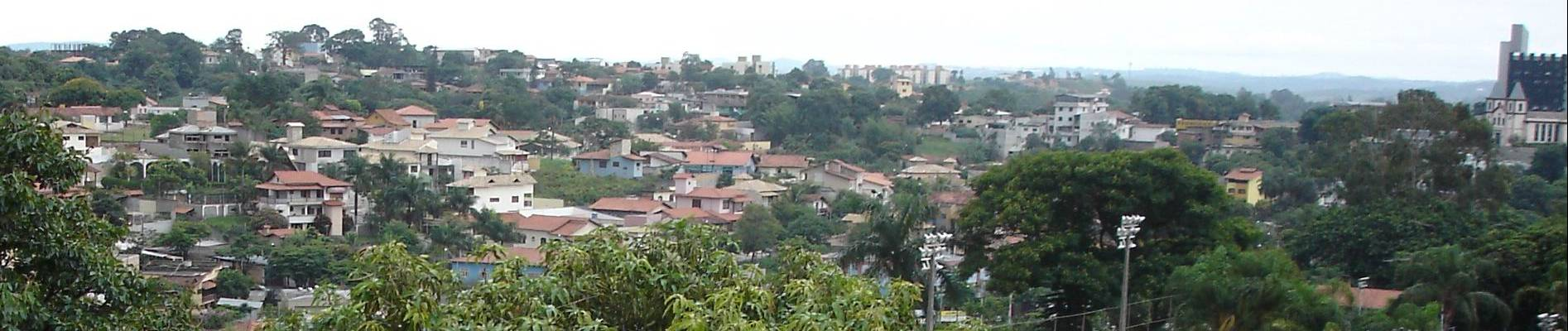
Centrum Contagem